# 1991-es Eurovíziós Dalfesztivál
Az 1991-es Eurovíziós Dalfesztivál volt a harminchatodik Eurovíziós Dalfesztivál, melynek Olaszország fővárosa, Róma adott otthont. A helyszín a római Studio 15 di Cinecittà volt.

## A résztvevők
Hollandia ebben az évben nem vett részt, mert a verseny napja egybeesett a Dodenherdenking megemlékezési ünneppel. Málta tizenöt év kihagyás után, az 1975-ös Eurovíziós Dalfesztivál óta először vett részt, így huszonkettő dal versenyzett.
Az 1983-as Eurovíziós Dalfesztivál után másodszor vett részt a svéd Carola Häggkvist, akinek ezúttal sikerült nyernie. Ugyancsak másodszor szerepelt az osztrák Thomas Forstner, aki 1989-ben ötödik lett, mely Ausztria legjobb eredménye az 1966-os győzelem óta, ám ezúttal pontot sem szerezve az utolsó helyen végzett.
A norvég Just 4 Fun nevű formáció is több korábbi résztvevőt felvonultatott: Hanne Krogh 1985-ben megnyerte a versenyt, Eiríkur Hauksson pedig Izlandot képviselte 1986-ban, majd később 2007-ben is.

## A verseny
A versenyt eredetileg Sanremóban rendezték volna, de biztonsági okokból a római helyszín mellett döntöttek. Emiatt a RAI nem készült el időben, és még a verseny napján is dolgoztak a színpadon.
Az est házigazdái Gigliola Cinquetti és Toto Cutugno voltak, vagyis Olaszország két Eurovízió-nyertes énekese. Ez volt az első alkalom, hogy az előző év győztese volt a műsorvezető. Ez 2003-ban, 2012-ben és 2016-ban történt meg ismét.
A dalok előtti képeslapokon mindegyik énekes egy-egy híres olasz dal részletét adta elő. Felcsendült Cinquetti 1964-es győztes dala is, a jugoszláv énekesnő előadásában.
A görög dalban lévő szaxofon-szólót elrontotta a zenekar, így az énekesnő, Sophia Vossou önhibáján kívül sikerült rosszul az előadás. Ezután erősödtek fel azok a hangok, hogy az ilyen esetek megelőzése érdekében a zenének felvételről kéne szólnia. Ez végül 1999-ben meg is valósult. (lásd: Külső hivatkozások)
A svéd dal előadása alatt elromlott a helyszínen a hangosító-berendezés, így a közönség nem hallotta az előadást, és az énekesnő, Carola sem a saját hangját. A televíziós közvetítéssel azonban nem volt probléma.
Érdekesség, hogy a verseny végén a győztes dalt Carola angol–svéd kevert nyelvű verzióban adta elő.
A verseny Magyarországon élőben volt látható az MTV 1-en. A közvetítés kommentátora Vágó István volt.

## A szavazás
A szavazási rendszer megegyezett az 1980-as versenyen bevezetettel. Minden ország a kedvenc 10 dalára szavazott, melyek 1-8, 10 és 12 pontot kaptak. A szóvivők növekvő sorrendben hirdették ki a pontokat.
Ausztria 1988 után másodszor végzett nulla ponton a hagyományos pontozási rendszerben.
Az utolsó, olasz zsűri pontjainak kihirdetése előtt még három dalnak – svéd, izraeli és francia – volt esélye a győzelemre. Az előbbi kettő 0 pontot kapott, míg utóbbi 12-t, így az 1969-es Eurovíziós Dalfesztivál óta először fordult elő holtverseny az élen; a svéd és a francia dalnak is 146 pontja volt. 1969-cel ellentétben ezúttal már volt szabály döntetlen esetére. Az a dal nyert, mely többször kapott 12 pontot. Mivel ez egyenlő volt (4-4), az döntött, hogy melyik dal kapott többször 10 pontot. Ebből Franciaországnak kettő volt, míg Svédországnak öt, így utóbbit hirdették ki győztesként. Ez volt Svédország harmadik győzelme.
A ma érvényben lévő szabályok szerint döntetlen esetén az dönt, hogy melyik ország kapott pontot több országtól. Ez alapján Franciaország győzött volna, mivel a francia dal tizennyolc országtól kapott pontot, míg a svéd tizenhéttől.

## Térkép

Részt vevő országok
Országok, melyek korábban részt vettek, de ebben az évben nem

## Eredmények
| #  | Ország             | Nyelv       | Előadó                                      | Dal                                       | Magyar fordítás                          | Helyezés | Pontszám |
| -- | ------------------ | ----------- | ------------------------------------------- | ----------------------------------------- | ---------------------------------------- | -------- | -------- |
| 01 | Jugoszlávia        | szerbhorvát | Baby Doll                                   | Brazil                                    | Brazília                                 | 21.      | 1        |
| 02 | Izland             | izlandi     | Stefán és Eyfi                              | Nina (Draumur um Nínu)                    | Nina (Az álom Nináról)                   | 15.      | 26       |
| 03 | Málta              | angol       | Paul Giordimaina és Georgina                | Could It Be                               | Lehetne-e?                               | 6.       | 106      |
| 04 | Görögország        | görög       | Sophia Vossou                               | I anixi                                   | Tavasz                                   | 13.      | 36       |
| 05 | Svájc              | olasz       | Sandra Simò                                 | Canzone per te                            | Egy dal Neked                            | 5.       | 118      |
| 06 | Ausztria           | német       | Thomas Forstner                             | Venedig im Regen                          | Velence az esőben                        | 22.      | 0        |
| 07 | Luxemburg          | francia     | Sarah Bray                                  | Un baiser volé                            | Egy lopott csók                          | 14.      | 29       |
| 08 | Svédország         | svéd        | Carola                                      | Fångad av en stormvind                    | Egy szélvihar rabságában                 | 1.       | 146      |
| 09 | Franciaország      | francia     | Amina                                       | C’est le dernier qui a parlé qui a raison | Az utolsó, aki beszél, akinek igaza van  | 2.       | 146      |
| 10 | Törökország        | török       | Can Uğurluer, İzel Çeliköz és Reyhan Karaca | İki dakika                                | Két perc                                 | 12.      | 44       |
| 11 | Írország           | angol       | Kim Jackson                                 | Could It Be That I’m In Love              | Lehet, hogy szerelmes vagyok?            | 10.      | 47       |
| 12 | Portugália         | portugál    | Dulce                                       | Lusitana paixão                           | Luzitán szenvedély                       | 8.       | 62       |
| 13 | Dánia              | dán         | Anders Frandsen                             | Lige der hvor hjertet slår                | Ott, ahol a szív dobog                   | 19.      | 8        |
| 14 | Norvégia           | norvég      | Just 4 Fun                                  | Mrs. Thompson                             | —                                        | 17.      | 14       |
| 15 | Izrael             | héber       | Duo Datz                                    | Kan                                       | Itt                                      | 3.       | 139      |
| 16 | Finnország         | finn        | Kaija                                       | Hullu yö                                  | Őrült éjszaka                            | 20.      | 6        |
| 17 | Németország        | német       | Atlantis 2000                               | Dieser Traum darf niemals sterben         | Ennek az álomnak sose szabad véget érnie | 18.      | 10       |
| 18 | Belgium            | holland     | Clouseau                                    | Geef het op                               | Add fel                                  | 16.      | 23       |
| 19 | Spanyolország      | spanyol     | Sergio Dalma                                | Bailar pegados                            | Táncoljunk együtt                        | 4.       | 119      |
| 20 | Egyesült Királyság | angol       | Samantha Janus                              | A Message to Your Heart                   | Egy üzenet a szívednek                   | 10.      | 47       |
| 21 | Ciprus             | görög       | Élena Patróklu                              | SOS                                       | S.O.S.                                   | 9.       | 60       |
| 22 | Olaszország        | nápolyi     | Peppino di Capri                            | Comme è ddoce ’o mare                     | Milyen édes a tenger                     | 7.       | 89       |

## Ponttáblázat
|                    | Zsűrik      | Zsűrik | Zsűrik | Zsűrik      | Zsűrik | Zsűrik   | Zsűrik    | Zsűrik     | Zsűrik        | Zsűrik      | Zsűrik   | Zsűrik     | Zsűrik | Zsűrik   | Zsűrik | Zsűrik     | Zsűrik      | Zsűrik  | Zsűrik        | Zsűrik             | Zsűrik              | Zsűrik      | Zsűrik |
| Össz               | Jugoszlávia | Izland | Málta  | Görögország | Svájc  | Ausztria | Luxemburg | Svédország | Franciaország | Törökország | Írország | Portugália | Dánia  | Norvégia | Izrael | Finnország | Németország | Belgium | Spanyolország | Egyesült Királyság | Ciprusi Köztársaság | Olaszország |        |
| ------------------ | ----------- | ------ | ------ | ----------- | ------ | -------- | --------- | ---------- | ------------- | ----------- | -------- | ---------- | ------ | -------- | ------ | ---------- | ----------- | ------- | ------------- | ------------------ | ------------------- | ----------- | ------ |
| Jugoszlávia        | 1           |        |        | 1           |        |          |           |            |               |             |          |            |        |          |        |            |             |         |               |                    |                     |             |        |
| Izland             | 26          |        |        |             |        | 4        |           |            | 10            |             |          |            |        |          |        |            |             | 5       |               |                    |                     |             | 7      |
| Málta              | 106         | 1      |        |             | 2      | 6        | 4         | 10         | 12            | 2           | 7        | 12         | 7      |          | 6      |            |             | 10      | 4             | 6                  | 7                   |             | 10     |
| Görögország        | 36          | 4      |        | 5           |        |          | 2         |            |               |             |          | 1          |        |          | 1      | 4          | 1           |         | 1             | 5                  |                     | 10          | 2      |
| Svájc              | 118         | 5      | 5      |             | 7      |          | 8         | 12         | 8             | 4           | 2        | 2          | 6      | 5        | 3      | 8          | 5           | 6       | 12            |                    | 8                   | 8           | 4      |
| Ausztria           | 0           |        |        |             |        |          |           |            |               |             |          |            |        |          |        |            |             |         |               |                    |                     |             |        |
| Luxemburg          | 29          |        | 4      |             |        |          | 5         |            | 1             |             | 3        |            | 2      | 4        |        |            |             | 3       | 2             |                    | 3                   | 2           |        |
| Svédország         | 146         | 6      | 12     |             |        | 10       | 10        | 7          |               |             | 6        | 3          | 10     | 12       | 8      | 10         | 8           | 12      | 10            | 4                  | 12                  | 6           |        |
| Franciaország      | 146         | 10     | 7      | 3           | 8      | 7        | 12        |            | 5             |             |          | 7          | 5      |          | 12     | 12         | 10          | 8       | 7             | 8                  | 6                   | 7           | 12     |
| Törökország        | 44          |        |        | 7           |        |          |           |            |               | 7           |          |            |        | 8        |        | 7          |             |         |               | 2                  | 5                   |             | 8      |
| Írország           | 47          | 3      |        | 4           |        | 3        | 1         | 8          |               |             | 4        |            |        | 7        |        | 1          | 2           | 2       | 5             |                    | 4                   |             | 3      |
| Portugália         | 62          |        | 8      |             | 4      | 1        |           | 2          | 7             | 10          | 5        |            |        | 1        | 2      |            | 7           |         |               | 10                 |                     | 4           | 1      |
| Dánia              | 8           |        |        |             |        |          |           |            | 3             |             |          |            |        |          | 5      |            |             |         |               |                    |                     |             |        |
| Norvégia           | 14          |        | 6      |             |        |          |           | 1          |               |             | 1        |            |        | 2        |        |            |             | 4       |               |                    |                     |             |        |
| Izrael             | 139         | 12     | 10     | 8           | 5      | 8        |           | 5          | 6             | 3           | 12       | 8          | 4      | 10       | 7      |            | 6           |         | 8             | 12                 | 10                  | 5           |        |
| Finnország         | 6           |        | 1      |             | 1      |          |           |            |               |             |          | 4          |        |          |        |            |             |         |               |                    |                     |             |        |
| Németország        | 10          |        |        |             |        |          |           |            |               |             |          |            |        | 6        |        |            |             |         |               | 1                  |                     | 3           |        |
| Belgium            | 23          |        |        |             |        |          | 3         |            | 2             | 5           |          |            |        |          |        |            | 3           |         |               | 3                  | 2                   |             | 5      |
| Spanyolország      | 119         | 8      | 2      | 6           | 10     | 12       | 7         | 6          | 4             | 6           | 8        | 6          | 8      |          | 4      | 2          | 4           | 7       | 6             |                    | 1                   | 12          |        |
| Egyesült Királyság | 47          |        |        | 10          | 3      | 5        | 6         | 3          |               | 1           |          |            | 1      | 3        |        | 5          |             |         | 3             |                    |                     | 1           | 6      |
| Ciprus             | 60          | 2      | 3      | 12          | 12     |          |           | 4          |               | 12          |          | 5          | 3      |          |        | 6          |             | 1       |               |                    |                     |             |        |
| Olaszország        | 89          | 7      |        | 2           | 6      | 2        |           |            |               | 8           | 10       | 10         | 12     |          | 10     | 3          | 12          |         |               | 7                  |                     |             |        |

## 12 pontos országok
| Darab | 12 pontos ország                         |
| ----- | ---------------------------------------- |
| 4     | Svédország, Franciaország                |
| 3     | Izrael, Ciprus                           |
| 2     | Málta, Svájc, Spanyolország, Olaszország |

## Visszatérő előadók
| Előadó                       | Ország     | Előző év(ek)                                                                      |
| ---------------------------- | ---------- | --------------------------------------------------------------------------------- |
| Stefán Hilmarsson            | Izland     | 1988 (Beathoven tagjaként)                                                        |
| Thomas Forstner              | Ausztria   | 1989                                                                              |
| Carola Häggkvist             | Svédország | 1983                                                                              |
| Hanne Krogh Eiríkur Hauksson | Norvégia   | 1971, 1985 (Bobbysocks tagjaként, győztes) 1986 (ICY tagjaként, Izland színeiben) |

## Képeslapok
Az előadások előtti rövidfilmekben elhangzott olasz dalok sorrendben a következők voltak:
| #  | Ország             | Eredeti előadó                    | Dal                         |
| -- | ------------------ | --------------------------------- | --------------------------- |
| 1  | Jugoszlávia        | Gigliola Cinquetti                | Non ho l’età                |
| 2  | Izland             | Eros Ramazzotti                   | Se bastasse una canzone     |
| 3  | Málta              | Claudio Baglioni                  | Questo piccolo grande amore |
| 4  | Görögország        | Lucio Dalla                       | Caruso                      |
| 5  | Svájc              | Edoardo Bennato és Gianna Nannini | Un’estate Italiana          |
| 6  | Ausztria           | Eros Ramazzotti                   | Adesso tu                   |
| 7  | Luxemburg          | Ricchi e Poveri                   | Sarà perchè ti amo          |
| 8  | Svédország         | Fiordaliso                        | Non voglio mica la luna     |
| 9  | Franciaország      | Rita Pavone                       | La partita di Pallone       |
| 10 | Törökország        | Dalida                            | Amore scusami               |
| 11 | Írország           | Domenico Modugno                  | Nel blu dipinto di blu      |
| 12 | Portugália         | Domenico Modugno                  | Dio come ti amo             |
| 13 | Dánia              | Giacomo Puccini                   | Nessun dorma                |
| 14 | Norvégia           | Mario Lanza                       | Santa Lucia                 |
| 15 | Izrael             | Aphrodite’s Child                 | Lontano dagli occhi         |
| 16 | Finnország         | Renato Carosone                   | Maruzzella                  |
| 17 | Németország        | Toto Cutugno                      | L’Italiano                  |
| 18 | Belgium            | Eros Ramazzotti                   | Musica è                    |
| 19 | Spanyolország      | Rocky Roberts                     | Sono tremendo               |
| 20 | Egyesült Királyság | Antonello Venditti                | Ricordati di me             |
| 21 | Ciprus             | Sergio Endrigo                    | Io che amo solo te          |
| 22 | Olaszország        | Peppino di Capri                  | Champagne                   |